# Drosophila orena
Drosophila orena är en tvåvingeart som beskrevs av Léonidas Tsacas och David 1978. Drosophila orena ingår i släktet Drosophila och familjen daggflugor.
Artens utbredningsområde är Kamerun.